# César 2017

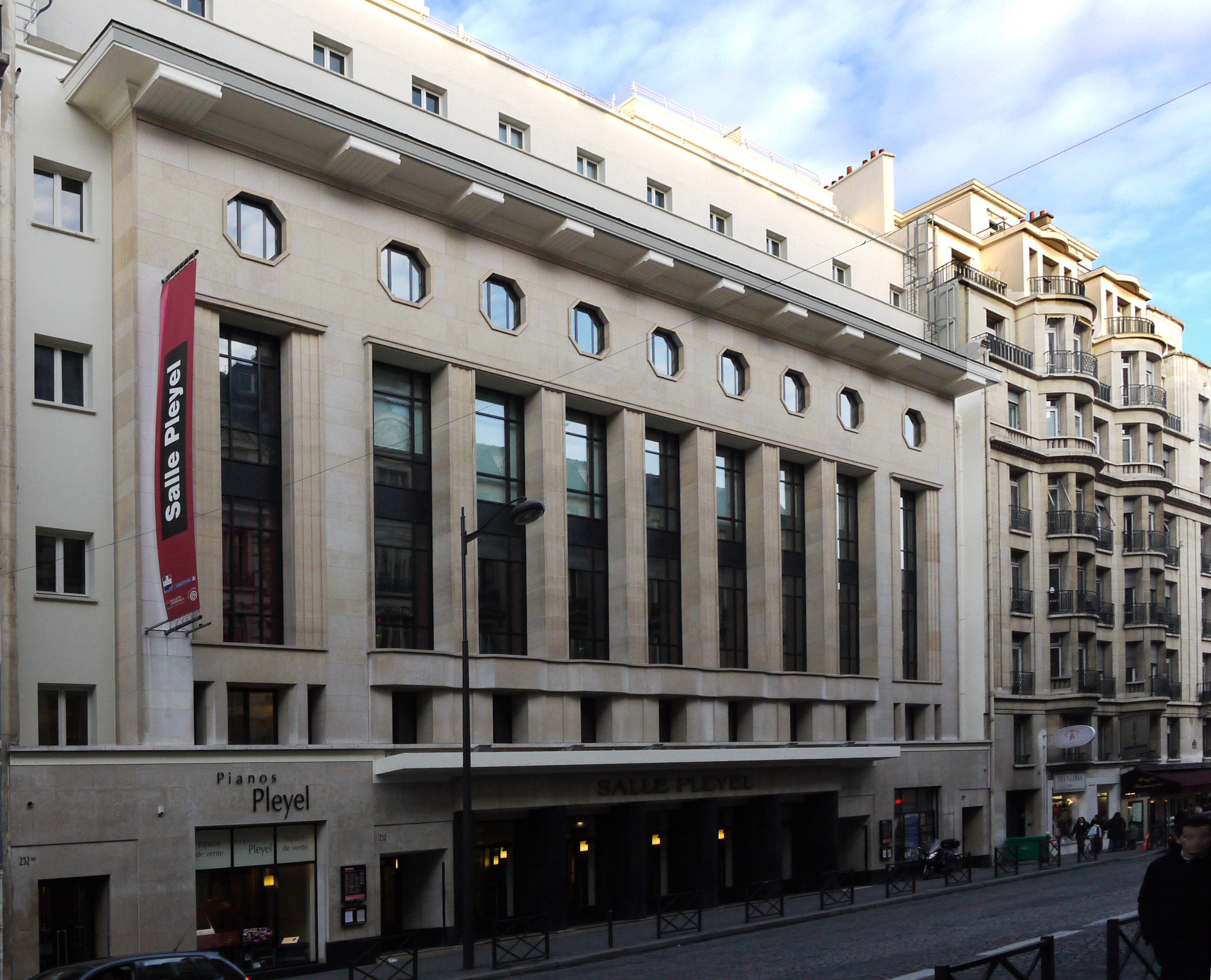
Salle Pleyel in Paris, Veranstaltungsort der César-Verleihung

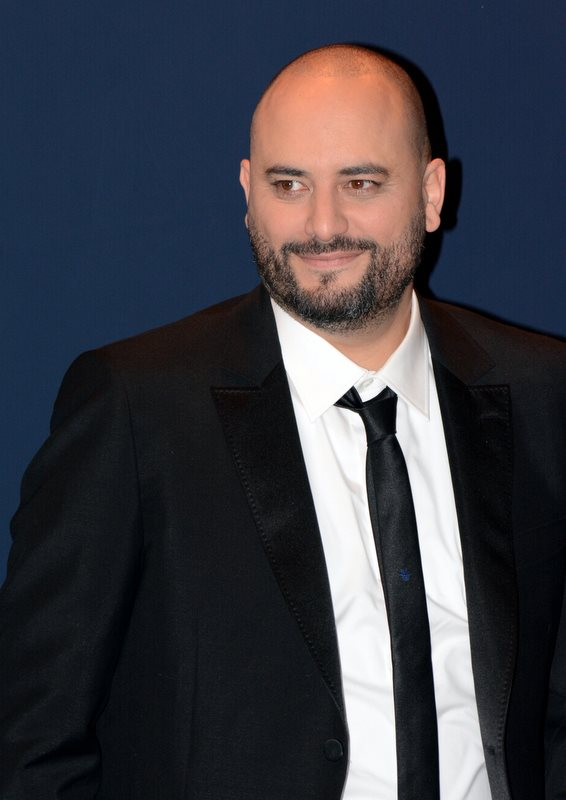
Jérôme Commandeur führte als Gastgeber durch den Abend

Die 42. César-Verleihung fand am 24. Februar 2017 im Salle Pleyel in Paris statt; die Nominierungen wurden Ende Januar 2017 bekanntgegeben. Die von der französischen Académie des Arts et Techniques du Cinéma vergebenen Filmpreise wurden in 22 Kategorien verliehen.
Mit jeweils elf Nominierungen gingen Elle (Regie: Paul Verhoeven) und Frantz (Regie: François Ozon) als Favoriten in den Gala-Abend. Doch während Elle den Hauptpreis als Bester Film gewinnen konnte und einen zweiten César für Isabelle Huppert als Beste Hauptdarstellerin erhielt, gewann Frantz nur den César für die Beste Kamera (Pascal Marti). Erfolgreicher waren die Filme Einfach das Ende der Welt (Regie: Xavier Dolan) und Divines (Regie: Houda Benyamina) mit jeweils drei Preisen, sowie Mein Leben als Zucchini (Regie: Claude Barras) und Monsieur Chocolat (Regie: Roschdy Zem) mit jeweils zwei Preisen.
Die Preisverleihung wurde live vom französischen Fernsehsender Canal+ übertragen und von 1,9 Millionen Zuschauern gesehen. Als Gastgeber („maître de cérémonie“) führte erstmals der Komiker und Schauspieler Jérôme Commandeur durch den Abend. Bereits vor der Übertragung stand fest, dass George Clooney den Ehrenpreis („César d’honneur“) erhalten würde, und Jean-Paul Belmondo eine Ehrung für sein Lebenswerk.
Den jährlich wechselnden Vorsitz der Gala sollte ursprünglich Roman Polański übernehmen. Diese Ankündigung wurde von Frauenrechtsorganisationen massiv kritisiert, aufgrund von Polanskis 40 Jahre zurückliegenden Verurteilung in den USA wegen Vergewaltigung. Eine Online-Petition zu seiner Absetzung fand über 60.000 Unterstützer. Daraufhin verzichtete Polanski auf den Ehrenvorsitz; dieser blieb für 2017 vakant.

## Preisträger und Nominierte

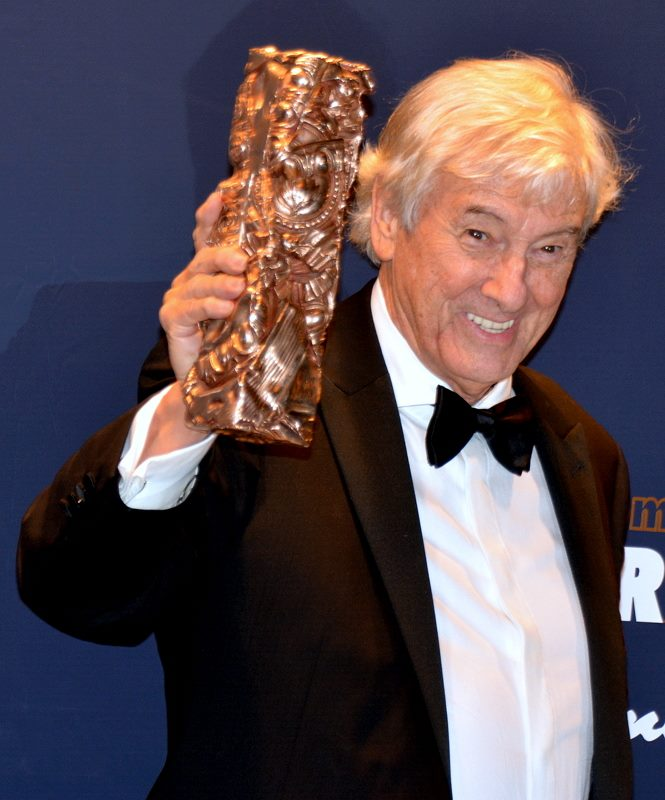
Elle von Paul Verhoeven wurde als Bester Film ausgezeichnet

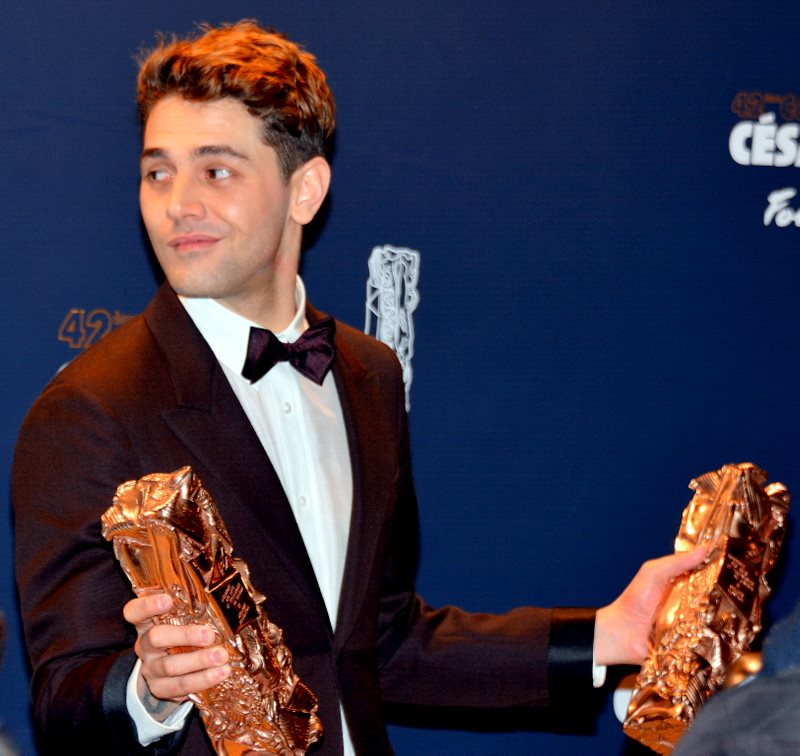
Xavier Dolan gewann Beste Regie und Bester Schnitt für Einfach das Ende der Welt

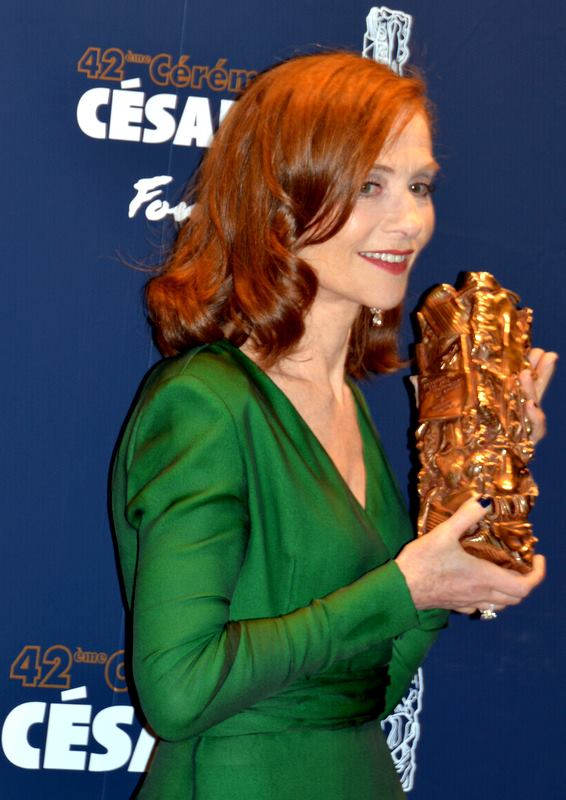
Isabelle Huppert, für Elle als Beste Hauptdarstellerin geehrt

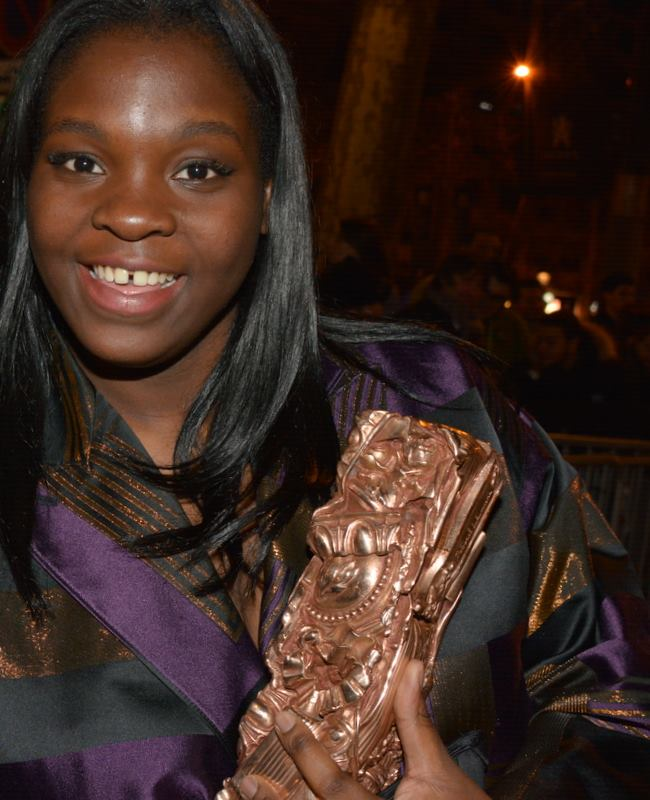
Déborah Lukumuena, für Divines als Beste Nebendarstellerin geehrt

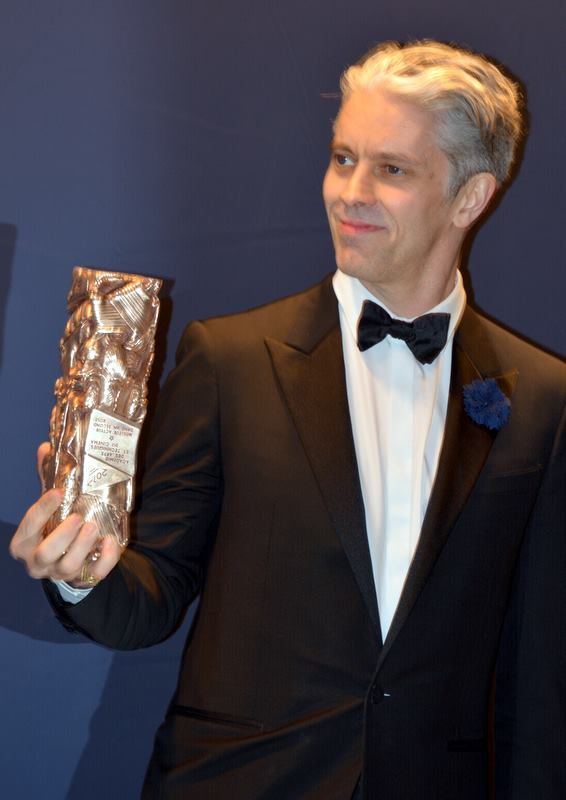
James Thierrée, für Monsieur Chocolat als Bester Nebendarsteller geehrt

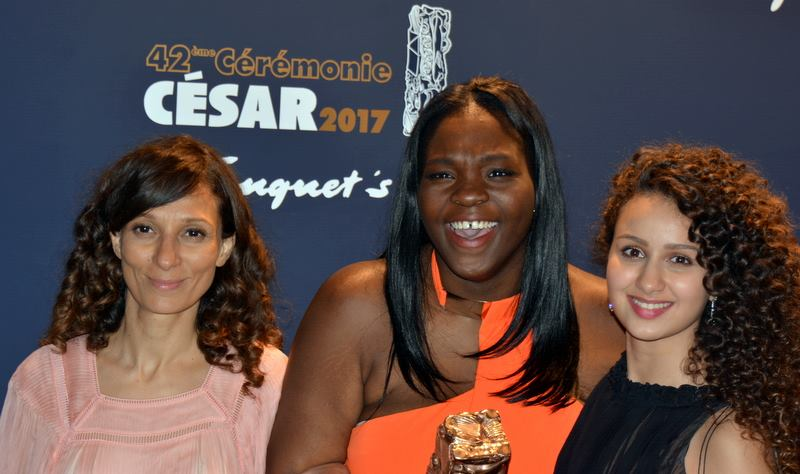
Für Divines ausgezeichnet: Regisseurin Houda Benyamina (Bester Erstlingsfilm), Déborah Lukumuena (Beste Nebendarstellerin) und Oulaya Amamra (Beste Nachwuchsdarstellerin)

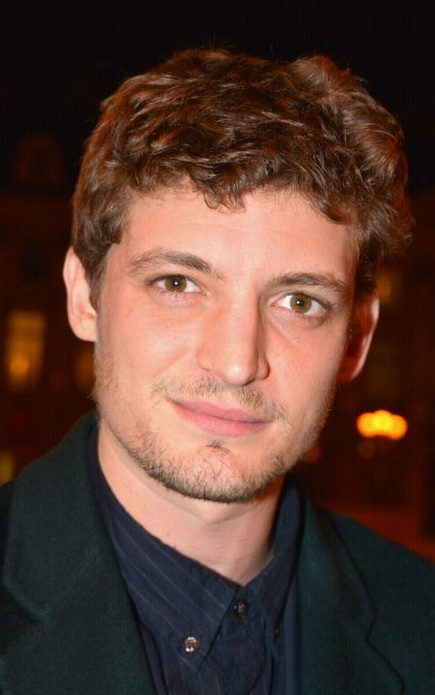
Niels Schneider, für Schwarzer Diamant als Bester Nachwuchsdarsteller geehrt

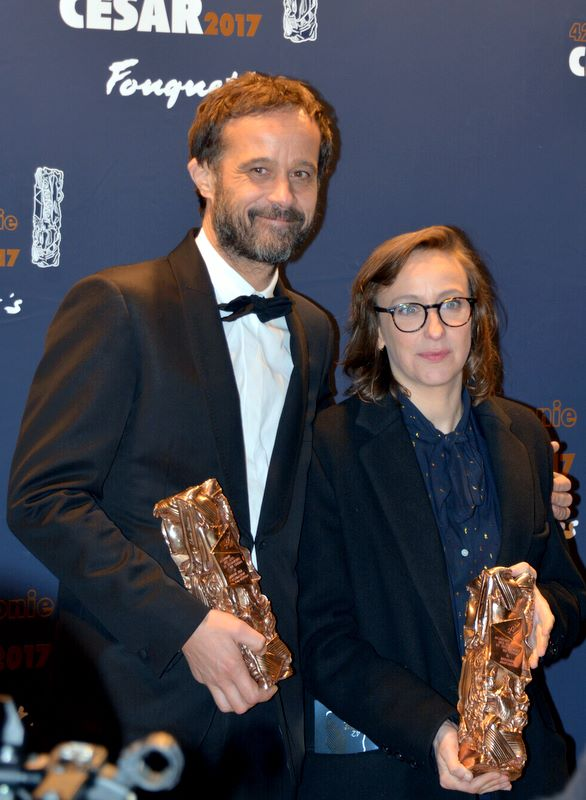
Für Mein Leben als Zucchini gewann Claude Barras Bester Animationsfilm und Céline Sciamma Bestes adaptiertes Drehbuch

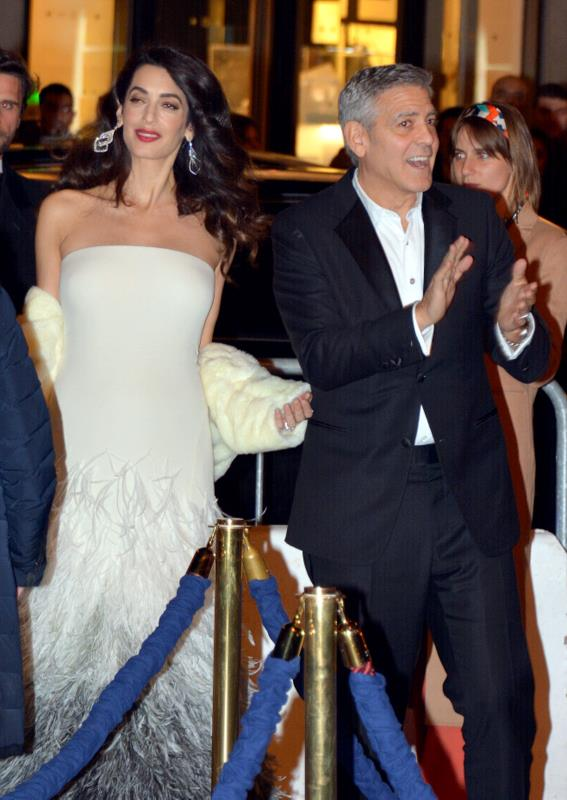
Ehrenpreisträger George Clooney und seine Frau Amal auf dem Weg zur Preisverleihung

### Bester Film („Meilleur film“)
präsentiert von Pedro Almodóvar
Elle – Regie: Paul Verhoeven
Die feine Gesellschaft (Ma loute) – Regie: Bruno Dumont
Frantz – Regie: François Ozon
Die Frau im Mond – Erinnerung an die Liebe (Mal de pierres) – Regie: Nicole Garcia
Agnus Dei – Die Unschuldigen (Les innocentes) – Regie: Anne Fontaine
Victoria – Männer & andere Missgeschicke (Victoria) – Regie: Justine Triet

### Beste Regie („Meilleur réalisateur“)
präsentiert von Sylvie Testud und Mathieu Amalric
Xavier Dolan – Einfach das Ende der Welt (Juste la fin du monde)
Houda Benyamina – Divines
Bruno Dumont – Die feine Gesellschaft (Ma loute)
Anne Fontaine – Agnus Dei – Die Unschuldigen (Les innocentes)
Nicole Garcia – Die Frau im Mond – Erinnerung an die Liebe (Mal de pierres)
François Ozon – Frantz
Paul Verhoeven – Elle

### Beste Hauptdarstellerin („Meilleure actrice“)
präsentiert von Pierre Richard
Isabelle Huppert – Elle
Judith Chemla – Ein Leben (Une vie)
Marion Cotillard – Die Frau im Mond – Erinnerung an die Liebe (Mal de pierres)
Virginie Efira – Victoria – Männer & andere Missgeschicke (Victoria)
Marina Foïs – Nicht meine Schuld (Irréprochable)
Sidse Babett Knudsen – Die Frau aus Brest (La fille de Brest)
SoKo – Die Tänzerin (La danseuse)

### Bester Hauptdarsteller („Meilleur acteur“)
präsentiert von Valérie Lemercier
Gaspard Ulliel – Einfach das Ende der Welt (Juste la fin du monde)
François Cluzet – Der Landarzt von Chaussy (Médecin de campagne)
Pierre Deladonchamps – Die kanadische Reise (Le fils de Jean)
Nicolas Duvauchelle – Je ne suis pas un salaud
Fabrice Luchini – Die feine Gesellschaft (Ma loute)
Pierre Niney – Frantz
Omar Sy – Monsieur Chocolat (Chocolat)

### Beste Nebendarstellerin („Meilleure actrice dans un second rôle“)
präsentiert von Joeystarr und Anna Mouglalis
Déborah Lukumuena – Divines
Nathalie Baye – Einfach das Ende der Welt (Juste la fin du monde)
Valeria Bruni Tedeschi – Die feine Gesellschaft (Ma loute)
Anne Consigny – Elle
Mélanie Thierry – Die Tänzerin (La danseuse)

### Bester Nebendarsteller („Meilleur acteur dans un second rôle“)
präsentiert von Alice Taglioni und Valeria Golino
James Thierrée – Monsieur Chocolat (Chocolat)
Gabriel Arcand – Die kanadische Reise (Le fils de Jean)
Vincent Cassel – Einfach das Ende der Welt (Juste la fin du monde)
Vincent Lacoste – Victoria – Männer & andere Missgeschicke (Victoria)
Laurent Lafitte – Elle
Melvil Poupaud – Victoria – Männer & andere Missgeschicke (Victoria)

### Beste Nachwuchsdarstellerin („Meilleur espoir féminin“)
präsentiert von Nicole Garcia
Oulaya Amamra – Divines
Paula Beer – Frantz
Lily-Rose Depp – Die Tänzerin (La danseuse)
Noémie Merlant – Der Himmel wird warten (Le ciel attendra)
Raph – Die feine Gesellschaft (Ma loute)

### Bester Nachwuchsdarsteller („Meilleur espoir masculin“)
präsentiert von Alice Isaaz und Rod Paradot
Niels Schneider – Schwarzer Diamant (Diamant noir)
Jonas Bloquet – Elle
Damien Bonnard – Haltung bewahren! (Rester vertical)
Corentin Fila – Mit Siebzehn (Quand on a 17 ans)
Kacey Mottet Klein – Mit Siebzehn (Quand on a 17 ans)

### Bester Erstlingsfilm („Meilleur premier film“)
präsentiert von Nathalie Baye
Divines – Regie: Houda Benyamina
Cigarettes et chocolat chaud – Regie: Sophie Reine
Die Tänzerin (La danseuse) – Regie: Stéphanie Di Giusto
Rosalie Blum – Regie: Julien Rappeneau
Schwarzer Diamant (Diamant noir) – Regie: Arthur Harari

### Bestes Originaldrehbuch („Meilleur scénario original“)
präsentiert von André Dussollier
Sólveig Anspach und Jean-Luc Gaget – Der Effekt des Wassers (L'effet aquatique)
Romain Compingt, Houda Benyamina und Malik Rumeau – Divines
Sabrina B. Karine, Alice Vial, Pascal Bonitzer und Anne Fontaine – Agnus Dei – Die Unschuldigen (Les innocentes)
Bruno Dumont – Die feine Gesellschaft (Ma loute)
Justine Triet – Victoria – Männer & andere Missgeschicke (Victoria)

### Bestes adaptiertes Drehbuch („Meilleure adaptation“)
präsentiert von François Cluzet
Céline Sciamma – Mein Leben als Zucchini (Ma vie de courgette)
David Birke – Elle
Séverine Bosschem und Emmanuelle Bercot – Die Frau aus Brest (La fille de Brest)
François Ozon – Frantz
Nicole Garcia und Jacques Fieschi – Die Frau im Mond – Erinnerung an die Liebe (Mal de pierres)
Katell Quillévéré und Gilles Taurand – Die Lebenden reparieren (Réparer les vivants)

### Beste Filmmusik („Meilleure musique originale“)
präsentiert von Grand Corps Malade
Ibrahim Maalouf – Dans les forêts de Sibérie
Anne Dudley – Elle
Sophie Hunger – Mein Leben als Zucchini (Ma vie de courgette)
Philippe Rombi – Frantz
Gabriel Yared – Monsieur Chocolat (Chocolat)

### Bestes Szenenbild („Meilleurs décors“)
präsentiert von Franck Dubosc
Jérémie D. Lignol – Monsieur Chocolat (Chocolat)
Carlos Conti – Die Tänzerin (La danseuse)
Michel Barthélémy – Frantz
Riton Dupire-Clément – Die feine Gesellschaft (Ma loute)
Katia Wyszkop – Planetarium

### Beste Kostüme („Meilleurs costumes“)
präsentiert von Aïssa Maïga und Franck Gastambide
Anaïs Romand – Die Tänzerin (La danseuse)
Pascaline Chavanne – Frantz
Catherine Leterrier – Die Frau im Mond – Erinnerung an die Liebe (Mal de pierres)
Alexandra Charles – Die feine Gesellschaft (Ma loute)
Madeline Fontaine – Ein Leben (Une vie)

### Beste Kamera („Meilleure photographie“)
präsentiert von Julie Ferrier
Pascal Marti – Frantz
Christophe Beaucarne – Die Frau im Mond – Erinnerung an die Liebe (Mal de pierres)
Caroline Champetier – Agnus Dei – Die Unschuldigen (Les innocentes)
Guillaume Deffontaines – Die feine Gesellschaft (Ma loute)
Stéphane Fontaine – Elle

### Bester Schnitt („Meilleur montage“)
präsentiert von Stéfi Celma und Alice Belaïdi
Xavier Dolan – Einfach das Ende der Welt (Juste la fin du monde)
Loïc Lallemand und Vincent Tricon – Divines
Job ter Burg – Elle
Laure Gardette – Frantz
Simon Jacquet – Die Frau im Mond – Erinnerung an die Liebe (Mal de pierres)

### Bester Ton („Meilleur son“)
präsentiert von Gérard Jugnot
Marc Engels, Fred Demolder, Sylvain Réty und Jean-Paul Hurier – Jacques – Entdecker der Ozeane (L’odyssée)
Brigitte Taillandier, Vincent Guillon und Stéphane Thiébaut – Monsieur Chocolat (Chocolat)
Jean-Paul Mugel, Alexis Place, Cyril Holtz und Damien Lazzerini – Elle
Martin Boissau, Benoît Gargonne und Jean-Paul Hurier – Frantz
Jean-Pierre Duret, Sylvain Malbrant und Jean-Pierre Laforce – Die Frau im Mond – Erinnerung an die Liebe (Mal de pierres)

### Bester Dokumentarfilm („Meilleur film documentaire“)
präsentiert von Ana Girardot und Cédric Klapisch
Merci Patron! – Regie: François Ruffin
Dernières nouvelles du cosmos – Regie: Julie Bertuccelli
Seefeuer (Fuocoammare) – Regie: Gianfranco Rosi
Swagger – Regie: Olivier Babinet
Voyage à travers le cinéma français – Regie: Bertrand Tavernier

### Bester Animationsfilm („Meilleur film d’animation“)
präsentiert von Marthe Villalonga
Mein Leben als Zucchini (Ma vie de courgette) – Regie: Claude Barras
Das Mädchen ohne Hände (La jeune fille sans mains) – Regie: Sébastien Laudenbach
Die rote Schildkröte (La tortue rouge) – Regie: Michael Dudok de Wit

### Bester animierter Kurzfilm („Meilleur court métrage d’animation“)
präsentiert von Marthe Villalonga
Der mit den zwei Seelen (Celui qui a deux âmes) – Regie: Fabrice Luang-Vija
Kalter Kaffee (Café froid) – Regie: François Leroy und Stéphanie Lansaque
Journal animé – Regie: Donato Sansone
Peripheria – Regie: David Coquard-Dassault

### Bester Kurzfilm („Meilleur film de court-métrage“)
präsentiert von Arnaud Ducret und Alice Pol
Maman(s) – Regie: Maïmouna Doucouré

Vers la tendresse – Regie: Alice Diop (ex aequo)
Après Suzanne – Regie: Félix Moati
Der Klang der Glöckchen (Au bruit des clochettes) – Regie: Chabname Zariab
Träume jagen (Chasse royale) – Regie: Lise Akoka und Romane Gueret

### Bester ausländischer Film („Meilleur film étranger“)
präsentiert von Rossy de Palma
Ich, Daniel Blake (I, Daniel Blake), Vereinigtes Königreich – Regie: Ken Loach
Aquarius, Brasilien/Frankreich – Regie: Kleber Mendonça Filho
Bacalaureat, Rumänien – Regie: Cristian Mungiu
Einfach das Ende der Welt (Juste la fin du monde), Kanada/Frankreich – Regie: Xavier Dolan
Manchester by the Sea, USA – Regie: Kenneth Lonergan
Toni Erdmann, Deutschland/Österreich – Regie: Maren Ade
Das unbekannte Mädchen (La fille inconnue), Belgien – Regie: Jean-Pierre und Luc Dardenne

### Ehrenpreis („César d’honneur“)
präsentiert von Jean Dujardin
George Clooney

### Hommage fürs Lebenswerk
präsentiert von Jean Dujardin
Jean-Paul Belmondo